# El encanto del amor prohibido
El encanto del amor prohibido o De goûts et des couleurs es una película filmada en colores coproducción de Argentina y Francia dirigida por Juan Batlle Planas (hijo) según su propio guion escrito en colaboración con Gustavo Zito Lema que se estrenó el 18 de julio de 1974 y que tuvo como protagonistas a Elisabeth Wiener, Sidney Chaplin, Zossimo Bulbuh, Olga Zubarry y Linda Peretz. También fue exhibida como El encanto del amor carnal y Sobre gustos y colores. Filmación realizada en San Isidro y en el Tigre.
En julio de 1972 las copias fueron embargadas por deudas por salarios no cobrados en la producción.

## Sinopsis
El dueño de un lujoso yate seduce mujeres atractivas para luego entregarlas a un tripulante negro.

## Reparto
- Elisabeth Wiener
- Sidney Chaplin
- Zossimo Bulbuh
- Olga Zubarry
- Linda Peretz

## Comentarios
En la revista Mayoría escribió MMT:

”Todo es descolgado del ideal, el país, el tema que en manos de actores resulta un artificio sin consecuencias y las secuencias están hilvnadas a la fuerza y sin ritmo cinematográfico…una desilusionante película.”

La Prensa opinó:

”Elizabeth Wiener….transita por el film con aire de oveja a punto de ser devorada por el lobo.”

Manrupe y Portela escriben:

”Film bizarro y en coproducción que incluye al hijo de un ilustre y que es típicode aquel primer destape avant la lettre.”